# William Edward Ayrton

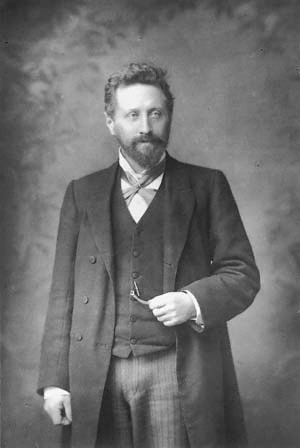
William Edward Ayrton

William Edward Ayrton (ur. 1847, zm. 1908) – brytyjski elektrotechnik i fizyk. Członek Royal Society. 
W 1881 roku opracował system połączeń elektrycznych znajdujących się w sieci kolei elektrycznej. W 1882 roku skonstruował on elektryczny pojazd drogowy. Za swój wkład w rozwój nauki o elektryczności Ayrton otrzymał w 1901 roku nagrodę Royal Medal, przyznawaną przez Royal Society w Londynie.